# Jón Daði Böðvarsson
Jón Daði Böðvarsson, född 25 maj 1992 i Selfoss, är en isländsk fotbollsspelare.

## Klubbkarriär
Den 12 juli 2019 värvades Böðvarsson av Millwall. Den 20 januari 2022 värvades han av Bolton Wanderers, där han skrev på ett 1,5-årskontrakt.

## Landslagskarriär
Jón Daði Böðvarsson var med i Islands trupp vid fotbolls-EM 2016 där han gjorde 1-0 mot Österrike den 22 juni 2016.